# Frits Barend
Frits Jelle (Frits) Barend (Amsterdam, 17 februari 1947) is een Nederlands journalist, televisie- en radiopresentator, columnist en uitgever.

## Levensloop
Frits Barend werd in Amsterdam in een joodse familie geboren. Hij ging naar het Vossius Gymnasium te Amsterdam en begon daarna een studie politicologie aan de Universiteit van Amsterdam maar brak deze voortijdig af. Begonnen bij Radio Veronica, was hij van 1972 tot 1986 redacteur bij het weekblad Vrij Nederland en van 1987 tot 1996 bij het tijdschrift Nieuwe Revu. Daarna werkte hij voor de VARA-tv en radio en was programmamaker bij RTL 4.
Barend is gehuwd en heeft samen met zijn vrouw twee kinderen. Een van hen is de sportjournaliste Barbara Barend. In november 2004 werden Barend en zijn gezin beveiligd, omdat volgens het dagblad De Telegraaf zijn naam op een dodenlijst zou staan die zou zijn opgesteld door radicale moslims.
Barend werd landelijk bekend door zijn praatprogramma Barend & Van Dorp, dat hij samen met Henk van Dorp presenteerde. Het programma begon in de jaren negentig als wekelijks sportprogramma, maar werd daarna een dagelijks praatprogramma. Hij werd samen met Van Dorp uitgeroepen tot Omroepman van het Jaar 2000. Op 21 april 2006 was de laatste uitzending van het programma.
In 2007 begon hij de televisiezender Het Gesprek, die in 2010 werd opgeheven. Op 13 mei 2009 bracht hij samen met Barbara het eerste nummer van hun eigen sportblad Helden uit.
In september 2023 maakte Barend zijn terugkeer op televisie in het SBS6-programma Beter laat dan nooit, waarin hij samen met Henny Huisman, Edwin Rutten en Ad Visser onder leiding van presentatrice Estavana Polman op reis ging door Azië.
Aanvankelijk zou Barend in 2024 de rol van mijnheer Leon spelen in de musical '40-'45 maar hij trok zich terug omdat hij niet acteerde naar tevredenheid van de verantwoordelijken. Enkele maanden later kreeg hij een andere (kleine) rol in de musical.

## Radio- en televisiewerk
Barend heeft in zijn loopbaan verschillende radio- en televisieprogramma's gemaakt voor meerdere omroepen, in veel gevallen in samenwerking met Henk van Dorp:
- Het Gat van Nederland (VPRO)
- FC Avondrood (VARA)
- Sport Studio (NOS)
- Barend & Van Dorp (RTL 4/Talpa)
- Sportief zijn, Beter worden (Radio Veronica)
- Tussen Barend & Van Dorp (VARA – Radio)
- Studio Sport, deel III (VPRO – radio)
- Na het einde van Barend & Van Dorp werd Barend analyticus bij De Wedstrijden.
- PepTalk (BNR Nieuwsradio)
- Het Gesprek op Zondag, Barend & Barend, Dossier BvD, FC Het Gesprek (Het Gesprek)
- Beter laat dan nooit
- Even Tot Hier (gastrol in seizoen 12)

## Alpe d'HuZes 2009
In 2009 deed Barend mee aan Alpe d'HuZes onder de naam van het Radio 2-programma Team Knooppunt Kranenbarg.

## Interview met Videla
Frits Barend heeft in juni 1978, tijdens het officiële banket na de door Argentinië gewonnen wereldbekerfinale, generaal Jorge Videla een kort interview afgenomen voor Vrij Nederland. Na wat doorsnee vragen vroeg hij ¿Donde estan los desaparecidos? ('Waar zijn de verdwenen mensen?'), gevolgd door (vertaald) Er zijn veel mensen verdwenen, waar zijn ze. Ik heb gesproken met de moeders, de kleinkinderen, de zonen en dochters. Waar zijn ze?. Videla reageerde afwerend en Barend, die schuin naast de zittende generaal stond, werd vervolgens naar eigen zeggen 'door een paar sterke armen achteruitgehaald'. Barend en anderen, onder wie oud-voetballer Oeki Hoekema en cabaretier Freek de Jonge, kregen in 2023 een onderscheiding van Argentinië voor hun protesten tegen het toenmalige regime.

## Trivia
Frits Barend is in de verte familie (in de vijfde graad) van Sonja Barend.